# Zdeněk Procházka
Zdeněk Procházka (ur. 12 stycznia 1928, zm. 24 września 2016) – czechosłowacki i czeski piłkarz grający na pozycji pomocnika. W swojej karierze rozegrał 8 meczów i strzelił 1 gola w reprezentacji Czechosłowacji.

## Kariera klubowa
W swojej karierze piłkarskiej Procházka grał w klubie Spartak Praga Sokolovo.

## Kariera reprezentacyjna
W reprezentacji Czechosłowacji Procházka zadebiutował 13 grudnia 1953 w przegranym 0:3 meczu Pucharu Dr. Gerö z Włochami, rozegranym w Genui. W 1954 roku został powołany do kadry na mistrzostwa świata w Szwajcarii. Na tym turnieju był rezerwowym i nie wystąpił w żadnym meczu. Od 1953 do 1957 roku rozegrał w kadrze narodowej 8 spotkań i zdobył w nich 1 bramkę.